# Nemotelus capensis
Nemotelus capensis är en tvåvingeart som beskrevs av Walker 1851. Nemotelus capensis ingår i släktet Nemotelus och familjen vapenflugor. Inga underarter finns listade i Catalogue of Life.